# ناكاجيما بي5إن
ناكاجيما بي5إن (كود تعريف الحلفاء: "كيت") كانت قاذفة الطوربيد القياسية المعتمدة على حاملات الطائرات في البحرية الإمبراطورية اليابانية لمعظم الحرب العالمية الثانية.